# Powiat borszczowski (II Rzeczpospolita)
Powiat borszczowski – powiat województwa tarnopolskiego II Rzeczypospolitej. Jego siedzibą było miasto Borszczów. 1 sierpnia 1934 r. dokonano nowego podziału powiatu na gminy wiejskie.

## Gminy wiejskie w 1934 r.
- gmina Bilcze Złote
- gmina Dźwiniaczka
- gmina Germakówka
- gmina Głęboczek
- gmina Gusztyn
- gmina Jezierzany
- gmina Korolówka
- gmina Krzywcze Górne
- gmina Kudryńce
- gmina Okopy Świętej Trójcy
- gmina Szuparka
- gmina Turylcze
- gmina Uście Biskupie
- gmina Wołkowce

## Miasta
- Borszczów
- Mielnica Podolska
- Skała Podolska

Według spisu powszechnego z r. 1931, 103 277 mieszkańców powiatu borszczowskiego podało następujące języki za ojczyste:
ukraiński 52 612 osób – 50,9%
polski 46 153 – 44,7%
żydowski 4 302 – 4,2%
inne 210 – 0,2%

## Starostowie
Na podstawie materiału źródłowego:
- Eugeniusz Strzyżowski (1919-1923)[3]
- Leopold Werber (1923-)[4]
- Józef Rudolf Piotrowski (1923-1926)
- Ludwik Schreiber (1927-1930)[5]
- Jan Wasiewicz (1931–1935)
- Michał Murmyłło (II 1936)[6][7][8]
- Józef Bay (1936-1939)[9]